# Kwasy monohydroksybenzoesowe

Kwas 3-hydroksybenzoesowy

Kwasy monohydroksybenzoesowe – organiczne związki chemiczne z grupy kwasów fenolowych zawierające jedną grupę hydroksylową przyłączoną do pierścienia kwasu benzoesowego.
Do grupy kwasów monohydroksybenzoesowych należą:
- kwas salicylowy (kwas 2-hydroksybenzoesowy, kwas o-hydroksybenzoesowy)
- kwas 3-hydroksybenzoesowy (kwas m-hydroksybenzoesowy)
- kwas 4-hydroksybenzoesowy (kwas p-hydroksybenzoesowy)

Kwasy monohydroksybenzoesowe mogą być rozkładane przez mikroorganizmy. Największe znaczenie dla człowieka spośród kwasów monohydroksybenzoesowych ma kwas salicylowy.